# Großer Preis von Saudi-Arabien 2024
Der Große Preis von Saudi-Arabien 2024 (offiziell Formula 1 STC Saudi Arabian Grand Prix 2024) fand am 9. März auf dem Jeddah Corniche Circuit in Dschidda statt und war das zweite Rennen der Formel-1-Weltmeisterschaft 2024.

## Bericht

### Hintergrund
Nach dem Großen Preis von Bahrain führte Max Verstappen in der Fahrerwertung mit acht Punkten vor Sergio Pérez und mit elf Punkten vor Carlos Sainz jr. In der Konstrukteurswertung führte Red Bull Racing mit 17 Punkten vor Ferrari und mit 28 Punkten vor Mercedes.
Pirelli stellte den Fahrern die Reifenmischungen C2 (weiß), C3 (gelb) und C4 (rot) sowie Cinturato Intermediates (grün) und Cinturato Full-Wets (blau) für nasse Bedingungen zur Verfügung.
Wie bereits beim Rennen zuvor wurde dieser Grand Prix ebenfalls am Samstag ausgetragen, Grund hierfür war der am 10. März beginnenende Ramadan. Die ersten beiden freien Trainingseinheiten fanden daher erneut am Donnerstag statt, das dritte freie Training und das Qualifying am Freitag.
Pérez (sieben), Logan Sargeant (sechs), Lance Stroll (fünf), Lewis Hamilton, George Russell (jeweils vier), Yuki Tsunoda, Nico Hülkenberg (jeweils drei), Verstappen, Sainz jr., Valtteri Bottas und Zhou Guanyu (jeweils zwei) gingen mit Strafpunkten ins Rennwochenende.
Mit Verstappen, Pérez und Hamilton (jeweils einmal) traten alle ehemaligen Sieger zu diesem Grand Prix an.
Als Rennkommissare für dieses Rennwochenende fungierten Nish Shetty (SGP), Matteo Perini (ITA), Vitantonio Liuzzi (ITA) und Hassan Al Abdali (SAU).

### Training
Im ersten freien Training sicherte sich Verstappen in 1:29,659 Minuten die Bestzeit vor Fernando Alonso und Pérez.
Das zweite freie Training entschied dann Alonso mit 1:28,827 Minuten für sich, gefolgt von Russell und Verstappen.
Vor dem dritten freien Training wurde bei Sainz jr. eine Blinddarmentzündung festgestellt, weshalb er nicht mehr am restlichen Rennwochenende teilnehmen konnte. Ersatzfahrer Oliver Bearman ersetzte ihn ab diesem Zeitpunkt für den Rest des Wochenendes und gab damit sein Formel-1-Debüt.
Im dritten freien Training erzielte Verstappen mit 1:28,412 Minuten die Bestzeit vor Leclerc und Pérez. Rookie Bearman erzielte Platz 10.

### Qualifying
Das Qualifying bestand aus drei Teilen mit einer Nettolaufzeit von 45 Minuten. Im ersten Qualifying-Segment (Q1) hatten die Fahrer 18 Minuten Zeit, um sich für das Rennen zu qualifizieren. Alle Fahrer, die im ersten Abschnitt eine Zeit erzielten, die maximal 107 Prozent der schnellsten Rundenzeit betrug, qualifizierten sich für den Grand Prix. Die besten 15 Fahrer erreichten den nächsten Qualifikationsabschnitt. Verstappen war Schnellster. Beide Kick Sauber-, beide Alpine-Piloten und Sargeant schieden aus.
Der zweite Abschnitt (Q2) dauerte 15 Minuten. Die schnellsten zehn Piloten qualifizierten sich für den dritten Teil des Qualifyings. Verstappen war erneut Schnellster, beide Haas-Piloten, Daniel Ricciardo, Alexander Albon und Bearman schieden aus.
Der letzte Abschnitt (Q3) ging über eine Zeit von zwölf Minuten, in denen die ersten zehn Startpositionen vergeben wurden. Verstappen fuhr mit einer Zeit von 1:27,472 Minuten die Bestzeit vor Charles Leclerc und Pérez. Für Verstappen war es die 34. Pole-Position seiner Karriere.

### Rennen
Beim Start schien Lando Norris einen Frühstart hinzulegen, doch die Sportkommissare verhängten keine Strafe, da der standardisierte Grid-Box-Transponder der FIA keinen Verstoß erkannte, da das GPS-Signal kurzzeitig ausfiel. Das Sportreglement verlangt, dass diese Transponder einen Verstoß erkennen, um eine Strafe verhängen zu können. Vorne konnte Verstappen derweil beim Start seine Pole-Position in eine Führung vor Leclerc und Pérez umwandeln.
In der ersten Runde meldete Pierre Gasly Getriebeprobleme, die ihn zum Ausfall zwangen. Stroll schied in der siebten Runde aufgrund eines Unfalls aus, der ein Safety-Car zum Einsatz brachte. Unter den führenden Fahrern nutzten Verstappen, Pérez, Leclerc, Oscar Piastri, Alonso, Russell, Tsunoda und Bearman die Situation zum Reifenwechsel. Beim Restart führte nun Norris vor Verstappen, Hamilton und Pérez. Nach wenigen Runden konnte Verstappen allerdings Norris überholen und die Führung wieder übernehmen, während dahinter Pérez Hamilton für den dritten Platz überholte. Kurz darauf verhängten die Rennkommissare eine Fünf-Sekunden-Zeitstrafe gegen den Mexikaner von Red Bull Racing, weil er nach dem Boxenstopp bei der Ankunft von Alonso gefährlich ins Rennen zurückgeschickt worden war. In Runde 15 überholte dann auch Leclerc Hamilton, während sich der Kampf zwischen diesem und Piastri um den fünften Platz verschärfte. Drei Runden später übernahm Pérez den zweiten Platz vor Norris. Auch den dritten Platz verlor der McLaren-Pilot in der 27. Runde an Leclerc.
Während des Rennens bekam Magnussen zwei Zehn-Sekunden-Zeitstrafen. Da dadurch klar war, dass er nicht in die Punkteränge vorfahren konnte, befahl ihm sein Team, sich auf die Verteidigung seines Platzes zu konzentrieren und die hinter ihm liegenden Fahrer aufzuhalten. Dadurch unterstützte er seinen Teamkollegen Hülkenberg, sodass dieser erfolgreich den zehnten Platz und somit einen Punkt sichern konnte.
Verstappen gewann schlussendlich sein 56. Rennen vor Pérez und Leclerc, er wurde zum ersten Fahrer, der den Großen Preis von Saudi-Arabien mehr als einmal gewinnen konnte. Die restlichen Punkteplatzierungen erreichten Piastri, Alonso, Russell, Bearman, Norris, Hamilton und Hülkenberg. Bearman war damit der erste Pilot seit Nyck de Vries beim Großen Preis von Italien 2022, der bei seinem Formel-1-Debüt direkt Punkte erzielte. In der letzten Runde fuhr Leclerc die schnellste Rennrunde und sicherte sich dafür einen Extrapunkt. Für Verstappen war es im 187. Rennen die 100. Podestplatzierung.
In der Fahrerwertung war Leclerc nun Dritter hinter Verstappen und Pérez, in der Konstrukteurswertung überholte McLaren Mercedes und war nun Dritter hinter Red Bull und Ferrari.

## Meldeliste
| Team                          | Nr. | Fahrer           | Chassis                           | Motor      | Reifen |
| ----------------------------- | --- | ---------------- | --------------------------------- | ---------- | ------ |
| Oracle Red Bull Racing        | 01  | Max Verstappen   | Red Bull Racing RB20              | Honda RBPT | P      |
| Oracle Red Bull Racing        | 11  | Sergio Pérez     | Red Bull Racing RB20              | Honda RBPT | P      |
| Mercedes-AMG Petronas F1 Team | 63  | George Russell   | Mercedes-AMG F1 W15 E Performance | Mercedes   | P      |
| Mercedes-AMG Petronas F1 Team | 44  | Lewis Hamilton   | Mercedes-AMG F1 W15 E Performance | Mercedes   | P      |
| Scuderia Ferrari              | 16  | Charles Leclerc  | Ferrari SF-24                     | Ferrari    | P      |
| Scuderia Ferrari              | 55  | Carlos Sainz jr. | Ferrari SF-24                     | Ferrari    | P      |
| Scuderia Ferrari              | 38  | Oliver Bearman   | Ferrari SF-24                     | Ferrari    | P      |
| McLaren F1 Team               | 81  | Oscar Piastri    | McLaren MCL38                     | Mercedes   | P      |
| McLaren F1 Team               | 04  | Lando Norris     | McLaren MCL38                     | Mercedes   | P      |
| Aston Martin Aramco F1 Team   | 18  | Lance Stroll     | Aston Martin AMR24                | Mercedes   | P      |
| Aston Martin Aramco F1 Team   | 14  | Fernando Alonso  | Aston Martin AMR24                | Mercedes   | P      |
| BWT Alpine F1 Team            | 31  | Esteban Ocon     | Alpine A524                       | Renault    | P      |
| BWT Alpine F1 Team            | 10  | Pierre Gasly     | Alpine A524                       | Renault    | P      |
| Williams Racing               | 23  | Alexander Albon  | Williams FW46                     | Mercedes   | P      |
| Williams Racing               | 02  | Logan Sargeant   | Williams FW46                     | Mercedes   | P      |
| Visa Cash App RB F1 Team      | 03  | Daniel Ricciardo | RB VCARB 01                       | Honda RBPT | P      |
| Visa Cash App RB F1 Team      | 22  | Yuki Tsunoda     | RB VCARB 01                       | Honda RBPT | P      |
| Stake F1 Team Kick Sauber     | 77  | Valtteri Bottas  | KICK Sauber C44                   | Ferrari    | P      |
| Stake F1 Team Kick Sauber     | 24  | Zhou Guanyu      | KICK Sauber C44                   | Ferrari    | P      |
| MoneyGram Haas F1 Team        | 20  | Kevin Magnussen  | Haas VF-24                        | Ferrari    | P      |
| MoneyGram Haas F1 Team        | 27  | Nico Hülkenberg  | Haas VF-24                        | Ferrari    | P      |

Anmerkungen
1. 1 2  Der Ferrari mit der Startnummer 55 wurde im ersten und zweiten freien Training für Sainz jr. eingesetzt. Bearman übernahm das Fahrzeug anschließend für das restliche Rennwochenende mit der Startnummer 38.

## Klassifikationen

### Qualifying
| Pos.                                                                      | Fahrer           | Konstrukteur                 | Q1         | Q2         | Q3       | Start |
| ------------------------------------------------------------------------- | ---------------- | ---------------------------- | ---------- | ---------- | -------- | ----- |
| 01                                                                        | Max Verstappen   | Red Bull Racing-Honda RBPT   | 1:28,171   | 1:28,033   | 1:27,472 | 01    |
| 02                                                                        | Charles Leclerc  | Ferrari                      | 1:28,318   | 1:28,112   | 1:27,791 | 02    |
| 03                                                                        | Sergio Pérez     | Red Bull Racing-Honda RBPT   | 1:28,638   | 1:28,467   | 1:27,807 | 03    |
| 04                                                                        | Fernando Alonso  | Aston Martin Aramco-Mercedes | 1:28,706   | 1:28,122   | 1:27,846 | 04    |
| 05                                                                        | Oscar Piastri    | McLaren-Mercedes             | 1:28,755   | 1:28,343   | 1:28,089 | 05    |
| 06                                                                        | Lando Norris     | McLaren-Mercedes             | 1:28,805   | 1:28,479   | 1:28,132 | 06    |
| 07                                                                        | George Russell   | Mercedes                     | 1:28,749   | 1:28,448   | 1:28,316 | 07    |
| 08                                                                        | Lewis Hamilton   | Mercedes                     | 1:28,994   | 1:28,606   | 1:28,460 | 08    |
| 09                                                                        | Yuki Tsunoda     | RB-Honda RBPT                | 1:28,988   | 1:28,564   | 1:28,547 | 09    |
| 10                                                                        | Lance Stroll     | Aston Martin Aramco-Mercedes | 1:28,250   | 1:28,578   | 1:28,572 | 10    |
| 11                                                                        | Oliver Bearman   | Ferrari                      | 1:28,984   | 1:28,642   | –        | 11    |
| 12                                                                        | Alexander Albon  | Williams-Mercedes            | 1:29,107   | 1:28,980   | –        | 12    |
| 13                                                                        | Kevin Magnussen  | Haas-Ferrari                 | 1:29,069   | 1:29,020   | –        | 13    |
| 14                                                                        | Daniel Ricciardo | RB-Honda RBPT                | 1:29,065   | 1:29,025   | –        | 14    |
| 15                                                                        | Nico Hülkenberg  | Haas-Ferrari                 | 1:29,055   | keine Zeit | –        | 15    |
| 16                                                                        | Valtteri Bottas  | Kick Sauber-Ferrari          | 1:29,179   | –          | –        | 16    |
| 17                                                                        | Esteban Ocon     | Alpine-Renault               | 1:29,475   | –          | –        | 17    |
| 18                                                                        | Pierre Gasly     | Alpine-Renault               | 1:29,479   | –          | –        | 18    |
| 19                                                                        | Logan Sargeant   | Williams-Mercedes            | 1:29,526   | –          | –        | 19    |
| 107-Prozent-Zeit: 1:34,343 min (bezogen auf Q1-Bestzeit von 1:28,171 min) |                  |                              |            |            |          |       |
| 20                                                                        | Zhou Guanyu      | Kick Sauber-Ferrari          | keine Zeit | –          | –        | 20    |

Anmerkungen
1. ↑  Zhou wurde erlaubt zu starten, da er im freien Training ausreichend schnell gefahren war.

### Rennen
| Pos.                                                              | Fahrer           | Konstrukteur                 | Runden | Stopps | Zeit        | Start | Schnellste Runde |
| ----------------------------------------------------------------- | ---------------- | ---------------------------- | ------ | ------ | ----------- | ----- | ---------------- |
| 01                                                                | Max Verstappen   | Red Bull Racing-Honda RBPT   | 50     | 1      | 1:20:43,273 | 01    | 1:31,773 (50.)   |
| 02                                                                | Sergio Pérez     | Red Bull Racing-Honda RBPT   | 50     | 1      | + 13,643    | 03    | 1:32,273 (37.)   |
| 03                                                                | Charles Leclerc  | Ferrari                      | 50     | 1      | + 18,639    | 02    | 1:31,632 (50.)   |
| 04                                                                | Oscar Piastri    | McLaren-Mercedes             | 50     | 1      | + 32,007    | 05    | 1:32,310 (45.)   |
| 05                                                                | Fernando Alonso  | Aston Martin Aramco-Mercedes | 50     | 1      | + 35,759    | 04    | 1:32,387 (43.)   |
| 06                                                                | George Russell   | Mercedes                     | 50     | 1      | + 39,936    | 07    | 1:32,254 (42.)   |
| 07                                                                | Oliver Bearman   | Ferrari                      | 50     | 1      | + 42,679    | 11    | 1:32,186 (50.)   |
| 08                                                                | Lando Norris     | McLaren-Mercedes             | 50     | 1      | + 45,708    | 06    | 1:31,944 (40.)   |
| 09                                                                | Lewis Hamilton   | Mercedes                     | 50     | 1      | + 47,391    | 08    | 1:31,746 (38.)   |
| 10                                                                | Nico Hülkenberg  | Haas-Ferrari                 | 50     | 1      | + 1:16,996  | 15    | 1:32,366 (49.)   |
| 11                                                                | Alexander Albon  | Williams-Mercedes            | 50     | 1      | + 1:28,354  | 12    | 1:32,307 (50.)   |
| 12                                                                | Kevin Magnussen  | Haas-Ferrari                 | 50     | 1      | + 1:45,737  | 13    | 1:32,338 (47.)   |
| 13                                                                | Esteban Ocon     | Alpine-Renault               | 49     | 1      | + 1 Runde   | 17    | 1:33,481 (48.)   |
| 14                                                                | Logan Sargeant   | Williams-Mercedes            | 49     | 1      | + 1 Runde   | 19    | 1:33,026 (49.)   |
| 15                                                                | Yuki Tsunoda     | RB-Honda RBPT                | 49     | 1      | + 1 Runde   | 09    | 1:33,523 (44.)   |
| 16                                                                | Daniel Ricciardo | RB-Honda RBPT                | 49     | 1      | + 1 Runde   | 14    | 1:33,323 (47.)   |
| 17                                                                | Valtteri Bottas  | Kick Sauber-Ferrari          | 49     | 2      | + 1 Runde   | 16    | 1:32,706 (49.)   |
| 18                                                                | Zhou Guanyu      | Kick Sauber-Ferrari          | 49     | 1      | + 1 Runde   | 20    | 1:32,208 (49.)   |
| –                                                                 | Lance Stroll     | Aston Martin Aramco-Mercedes | 5      | 0      | DNF         | 10    | 1:35,560 (05.)   |
| –                                                                 | Pierre Gasly     | Alpine-Renault               | 1      | 0      | DNF         | 18    | 2:01,453 (01.)   |
| Fahrer des Tages: Oliver Bearman (48,3 % der abgegebenen Stimmen) |                  |                              |        |        |             |       |                  |

Anmerkungen
1. ↑  Pérez erhielt eine Fünf-Sekunden-Zeitstrafe wegen Unsafe Release. An seiner Position änderte die Strafe allerdings nichts.
2. ↑  Magnussen erhielt eine Zehn-Sekunden-Zeitstrafe wegen einer Kollision mit Albon und eine weitere Zehn-Sekunden-Zeitstrafe wegen Überholens außerhalb der Strecke. Er fiel dadurch von Rang 11 auf 12 zurück.
3. ↑  Tsunoda erhielt nach dem Rennen eine Fünf-Sekunden-Zeitstrafe wegen Unsafe Release. Er fiel dadurch von Rang 14 auf 15 zurück.

## WM-Stände nach dem Rennen
Die ersten zehn des Rennens bekamen 25, 18, 15, 12, 10, 8, 6, 4, 2 bzw. 1 Punkt(e). Zusätzlich wurde ein Punkt für die schnellste Rennrunde vergeben, wenn der betreffende Fahrer unter den ersten Zehn ins Ziel kam.

### Fahrerwertung
| Pos. | Fahrer           | Konstrukteur                 | Punkte |
| ---- | ---------------- | ---------------------------- | ------ |
| 01   | Max Verstappen   | Red Bull Racing-Honda RBPT   | 51     |
| 02   | Sergio Pérez     | Red Bull Racing-Honda RBPT   | 36     |
| 03   | Charles Leclerc  | Ferrari                      | 28     |
| 04   | George Russell   | Mercedes                     | 18     |
| 05   | Oscar Piastri    | McLaren-Mercedes             | 16     |
| 06   | Carlos Sainz jr. | Ferrari                      | 15     |
| 07   | Fernando Alonso  | Aston Martin Aramco-Mercedes | 12     |
| 08   | Lando Norris     | McLaren-Mercedes             | 12     |
| 09   | Lewis Hamilton   | Mercedes                     | 8      |
| 10   | Oliver Bearman   | Ferrari                      | 6      |
| 11   | Nico Hülkenberg  | Haas-Ferrari                 | 1      |

| Pos. | Fahrer           | Konstrukteur                 | Punkte |
| ---- | ---------------- | ---------------------------- | ------ |
| 12   | Lance Stroll     | Aston Martin Aramco-Mercedes | 1      |
| 13   | Alexander Albon  | Williams-Mercedes            | 0      |
| 14   | Zhou Guanyu      | Kick Sauber-Ferrari          | 0      |
| 15   | Kevin Magnussen  | Haas-Ferrari                 | 0      |
| 16   | Daniel Ricciardo | RB-Honda RBPT                | 0      |
| 17   | Esteban Ocon     | Alpine-Renault               | 0      |
| 18   | Yuki Tsunoda     | RB-Honda RBPT                | 0      |
| 19   | Logan Sargeant   | Williams-Mercedes            | 0      |
| 20   | Valtteri Bottas  | Kick Sauber-Ferrari          | 0      |
| 21   | Pierre Gasly     | Alpine-Renault               | 0      |

### Konstrukteurswertung
| Pos. | Konstrukteur                 | Punkte |
| ---- | ---------------------------- | ------ |
| 01   | Red Bull Racing-Honda RBPT   | 87     |
| 02   | Ferrari                      | 49     |
| 03   | McLaren-Mercedes             | 28     |
| 04   | Mercedes                     | 26     |
| 05   | Aston Martin Aramco-Mercedes | 13     |

| Pos. | Konstrukteur        | Punkte |
| ---- | ------------------- | ------ |
| 06   | Haas-Ferrari        | 1      |
| 07   | Williams-Mercedes   | 0      |
| 08   | Kick Sauber-Ferrari | 0      |
| 09   | RB-Honda RBPT       | 0      |
| 10   | Alpine-Renault      | 0      |